# Bindestreck
Bindestreck, avstavningstecken eller divis (‐)  är ett skrivtecken som vanligen används för att beteckna en sammansättning av två ord (till exempel svensk‐finsk) eller vid sidmarginal då avstavning behövs.
Bindestrecket är ungefär 1⁄3 fyrkant långt, vilket är kortare än både minustecknet, tankstrecket och det så kallade långa tankstrecket och bör därför inte ersätta något av dessa tecken. Trots denna skillnad används ofta bindestrecket för att teckna också dessa tecken, troligtvis till följd av att skrivmaskiner och gamla teckenkodningar i datorer saknar dem samt att tangentbordet i regel saknar skilda tangenter för dem.

## Användning
Bindestreck används till exempel vid sammansättning av två likvärdiga led (gul‐blå), vid tillfälliga sammansättningar eller vid sammansättningar där ett av leden är en förkortning (tv‐profil). Bindestreck kan även användas för att markera att flera ord i ett uttryck hör samman: ”det‐var‐det‐jag‐sa‐minen”. Ibland kan bindestreck också sättas ut vid sammansättningar som annars skulle riskera att bli tvetydiga, till exempel ”glass‐skål” (jfr ”glasskål”). Bindestreck används också för att markera att ett ord är avbrutet vid avstavning. Bindestrecket visar då att det avbrutna ordet fortsätter på nästa rad.

## Bindestreck i Unicode
I Unicodeuppsättningen finns bland andra dessa bindestreck (engelska: hyphens).
- U+002D (-) är koden för bindestreck-minus (engelska: hyphen‐minus), som är det tecken som finns på tangentbordet, vilket övriga Unicodetecken här inte gör. En del ordbehandlare omvandlar självmant vissa bindestreck‐minus till tankstreck.[källa behövs][förtydliga]
- U+00AD är koden för mjukt bindestreck (engelska: soft hyphen) som används i ord i digital text där avstavning kan göras. Det är osynligt då ordet inte radbryts, men ersätts av ett synligt bindestreck så snart avstavning äger rum. Det mjuka bindestrecket är mycket användbart i de fall texten flödar om vid eventuella ändringar. HTML‐koden är &shy; eller &#173 (hex 0x00AD är 173 som decimaltal). I en del sammanhang får man tecknet genom att trycka CTRL‐bindestreck. Tecknet saknas i ASCII. Vissa webbläsare har problem med att fritextsöka i avstavad text.[5][uppdatering behövs]
  - Exempel: I HTML‐kod kommer ordet ty&shy;po&shy;gra&shy;fi eller ty&#173;po&#173;gra&#173;fi att avstavas mellan någon av stavelserna ty, po, gra och fi.
- U+2010 (‐) är koden för ”vanligt bindestreck” (engelska: hyphen). Vid behov sker avstavning efter bindestrecket.
- U+2011 (‑) är koden för hårt bindestreck (engelska: non‐breaking hyphen), det vill säga ett bindestreck som inte tillåter att ordet avstavas. HTML‐koden för det hårda bindestrecket är &#x2011;. Exempel:
  - I HTML‐kod kommer ordet e&#x2011;post att skrivas ut som ”e‑post” på samma rad utan att avstavas.

## Snarlika tecken
- U+2013 (–) är koden för tankstreck (engelska: en dash).
- U+2014 (—) är koden för långt tankstreck (engelska: em dash).
- U+2212 (−) är koden för typografiskt korrekt minustecken.